# Peter John Taylor
Peter John Taylor (* 25. Januar 1963 in Simbabwe) ist ein südafrikanischer Mammaloge simbabwischer Herkunft. Sein Forschungsschwerpunkt sind die afrikanischen Kleinsäuger, insbesondere Fledertiere, Spitzmäuse und Nagetiere.

## Leben
1981 begann Taylor ein Zoologiestudium an der Universität Kapstadt, wo er 1984 zum Bachelor of Science graduierte. Von Januar 1985 bis Dezember 1990 folgte ein Studium an der Universität von Natal in Durban, wo er 1991 mit der Dissertation Infraspecific systematics of the yellow mongoose Cynictis penicillata zum Ph.D. promoviert wurde. Von 1989 bis 2010 war er Kurator für Säugetiere und stellvertretender Direktor am Durban Natural Science Museum. Von 2010 bis 2012 war er außerordentlicher Professor und seit 2012 ist er Professor an der Universität Venda. Seit 2013 leitet er den Forschungslehrstuhl „Biodiversität und Wandel im Biosphärenreservat Vhembe“ an der Universität Venda. Taylor ist Redaktionsmitglied bei mehreren internationalen wissenschaftlichen Journalen, darunter bei der Zeitschrift Mammalia. Er ist Ausschussmitglied in verschiedenen wissenschaftlichen Gesellschaften, darunter in der International Federation of Mammalogists, wo er von 2008 bis 2013 in den Vorstand gewählt wurde. Von 2001 bis 2003 war er in der Spezialistengruppe für Fledertiere (Chiroptera) und seit 2009 ist er in der Spezialistengruppe für nichtfliegende Kleinsäuger (non-volant small mammals) der IUCN Species Survival Group tätig. Im Jahr 2005 war er Gründungsmitglied der Southern African Society of Systematic Biology. Von 2010 bis 2012 war er Präsident der Zoological Society of Southern Africa.
Im Jahr 2013 schrieb Taylor den Gattungseintrag und die Artbeiträge zu den Lamellenzahnratten (Otomys) in Kingdons Mammals of Africa. Im Jahr 2015 veröffentlichte er gemeinsam mit Christiane Denys, Ara Monadjem und Fenton P. D. Cotterill das Buch Rodents of Sub-Saharan Africa: A biogeographic and taxonomic synthesis. Im Jahr 2017 war er neben Denys und Ken Aplin Mitverfasser des Kapitels über die Familie der Langschwanzmäuse (Muridae) im siebten Band des Handbook of the Mammals of the World.
Taylor gehörte zu den Erstbeschreibern von mehreren Fledermausarten, darunter 2012 zu Rhinolophus smithersi, Rhinolophus mossambicus, Rhinolophus cohenae und Rhinolophus mabuensis, 2013 zu Neoromicia roseveari  und 2015 zu Otomops harrisoni. Im Jahr 2013 gehörte er zu den Erstbeschreibern der Spitzmausart Myosorex meesteri.

## Schriften (Auswahl)
- Peter Taylor: The Smaller Mammals of Kwazulu-Natal. University of KwaZulu-Natal Press, 1999. ISBN 978-0869809426
- Peter John Taylor: Bats of Southern Africa: Guide to Biology, Identification, and Conservation. University of Natal Press, Pietermaritzburg, 2000. ISBN 0-86980-982-2
- Ara Monadjem, Peter John Taylor, Fenton P. D. Cotterill, M. Corrie Schoeman: Bats of Southern and Central Africa: A Biogeographic and Taxonomic Synthesis. Witwatersrand University Press, South Africa, 2010, ISBN 1-86814-508-5. (2. Auflage 2013)
- Ara Monadjem, Christiane Denys, Peter J. Taylor, Fenton P. D. Cotterill: Rodents of Sub-Saharan Africa: A biogeographic and taxonomic synthesis. De Gruyter, 2015. ISBN 3-11-030166-0